# Сап (округ Дунайська Стреда)
Сап (словац. Sap, угор. Szap) — село, громада в окрузі Дунайська Стреда, Трнавський край, південно-західна Словаччина. Кадастрова площа громади — 12,43 км². Населення — 518 осіб (за оцінкою на 31 грудня 2017 р.).
Знаходиться за ~20 км на південь від адмінцентру округу міста Дунайська Стреда на лівому березі Дунаю. Кадастр громади містить ділянку довжиною близько 8 км міждержавного кордону. Словаччина — Угорщина, який пролягає руслом Дунаю..

## Історія
Перша згадка 1289 року як Inferior Superior Zopy.
1828 року в селі налічувалося 75 будинків і 522 мешканці.
1938—1945 рр. під окупацією Угорщини.
JRD створено 1949 року.
Традиційно мешканці займалися сільським господарством, рибальством та лісовим господарством.

## Географія
Протікають Хотарний канал і стічний канал Ґабчіково.

## Галерея

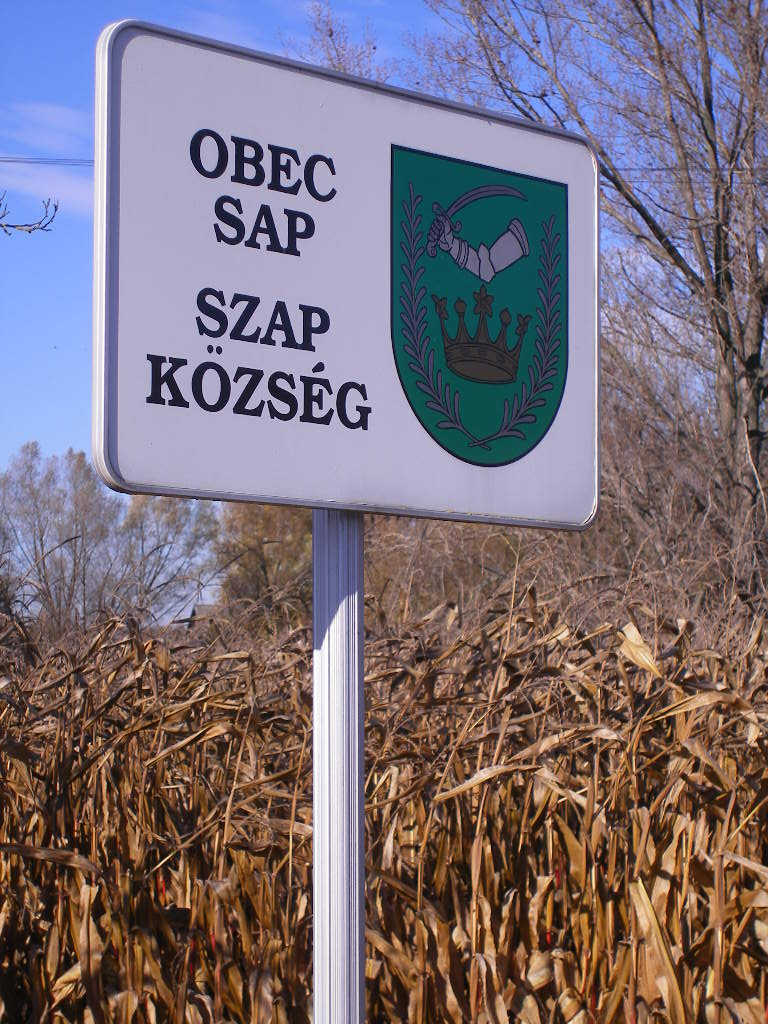
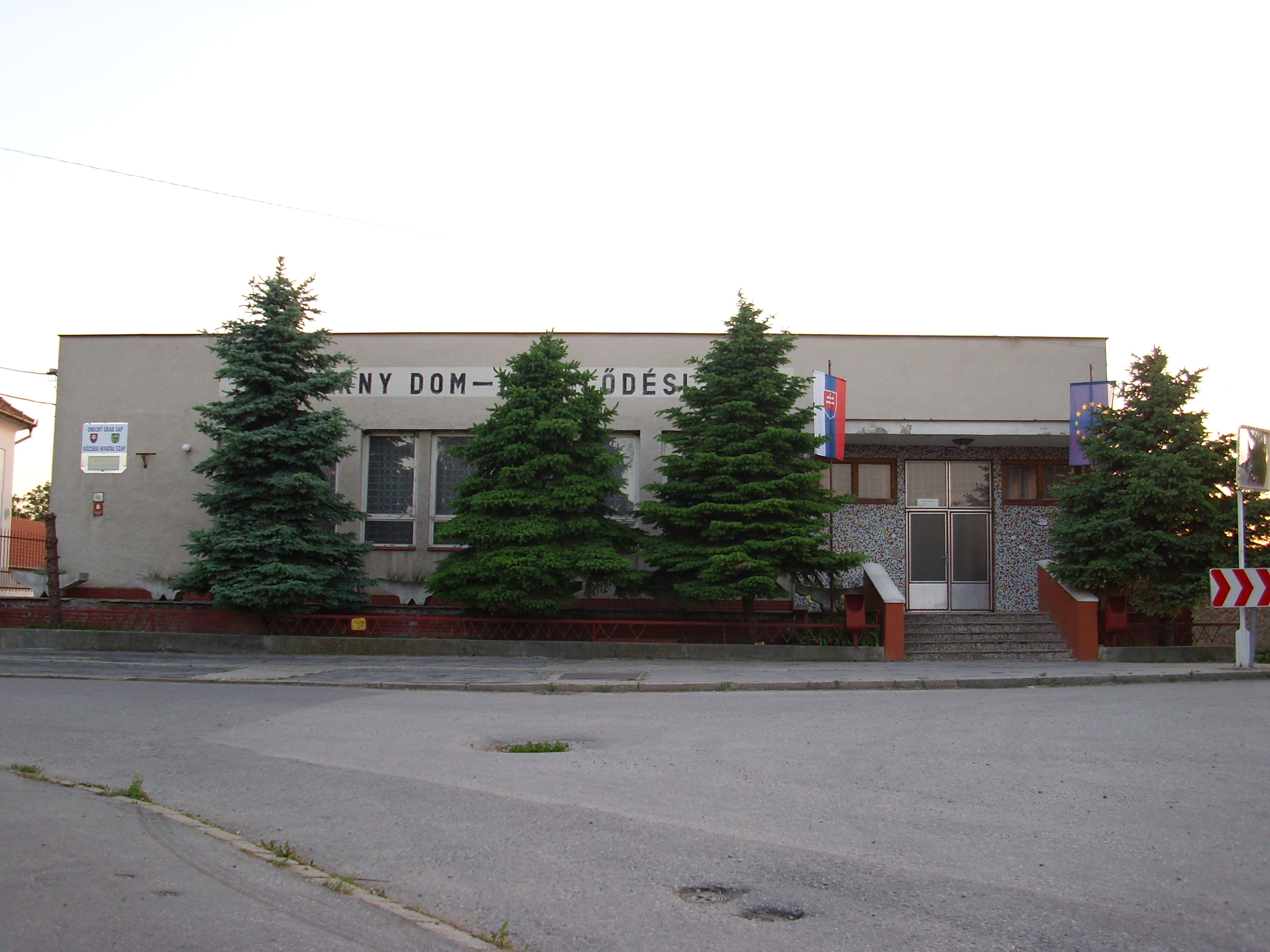
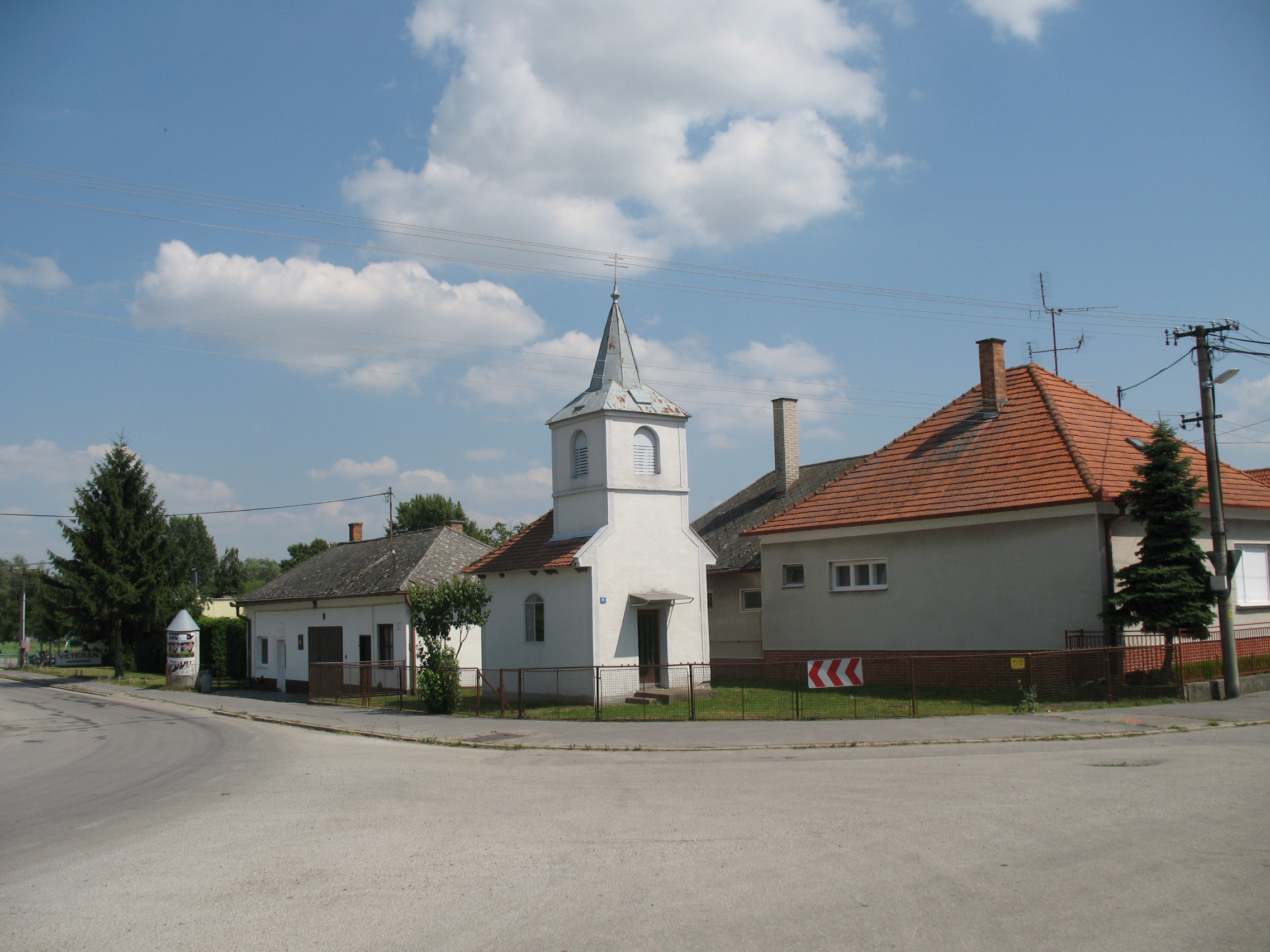
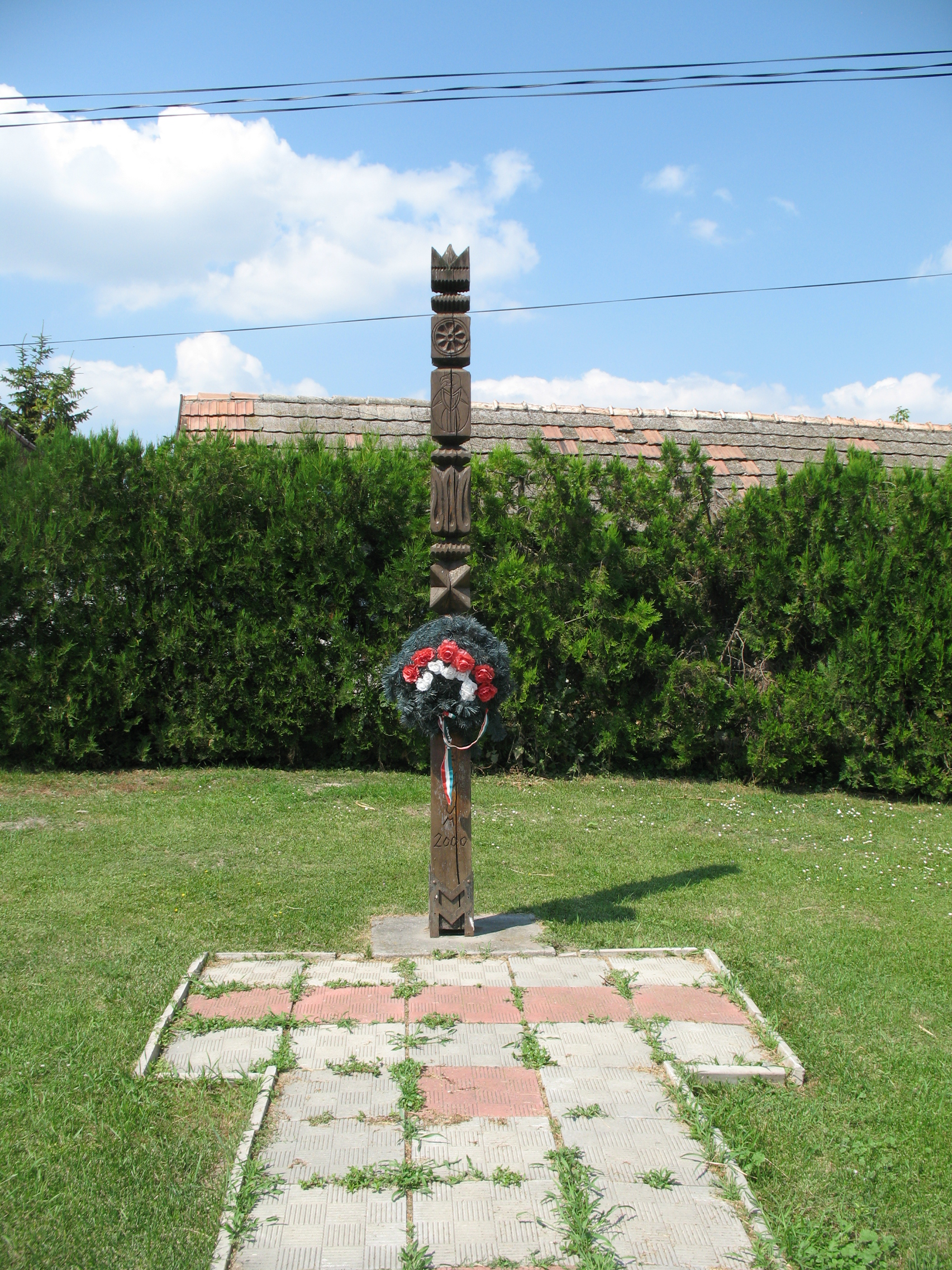
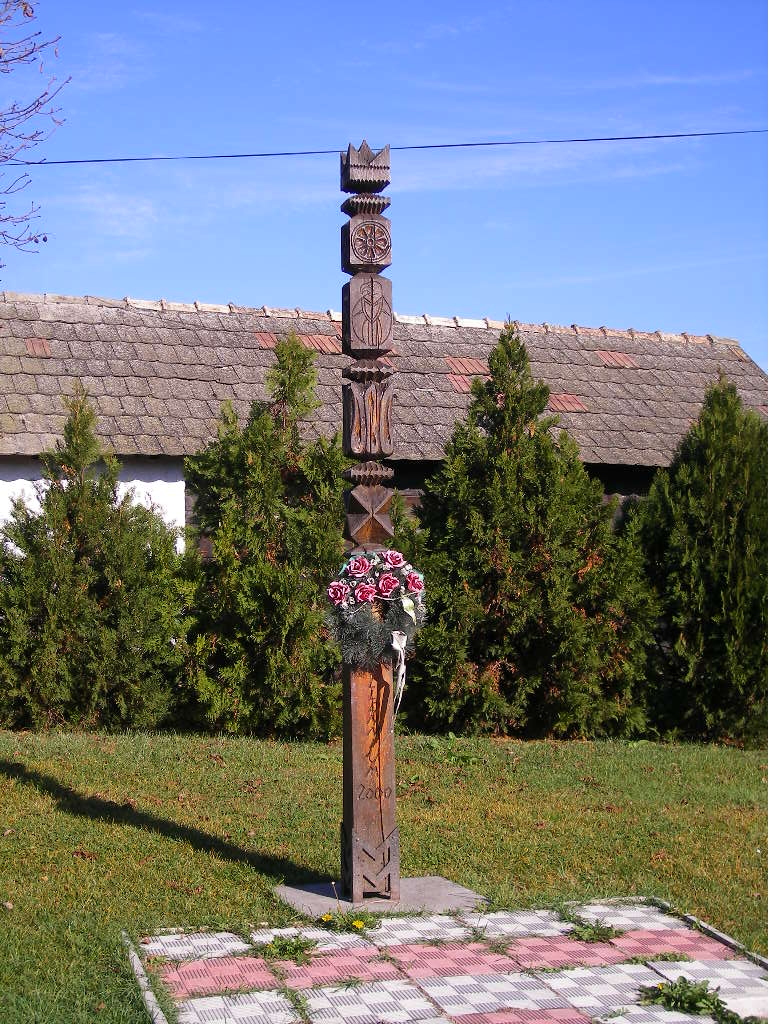
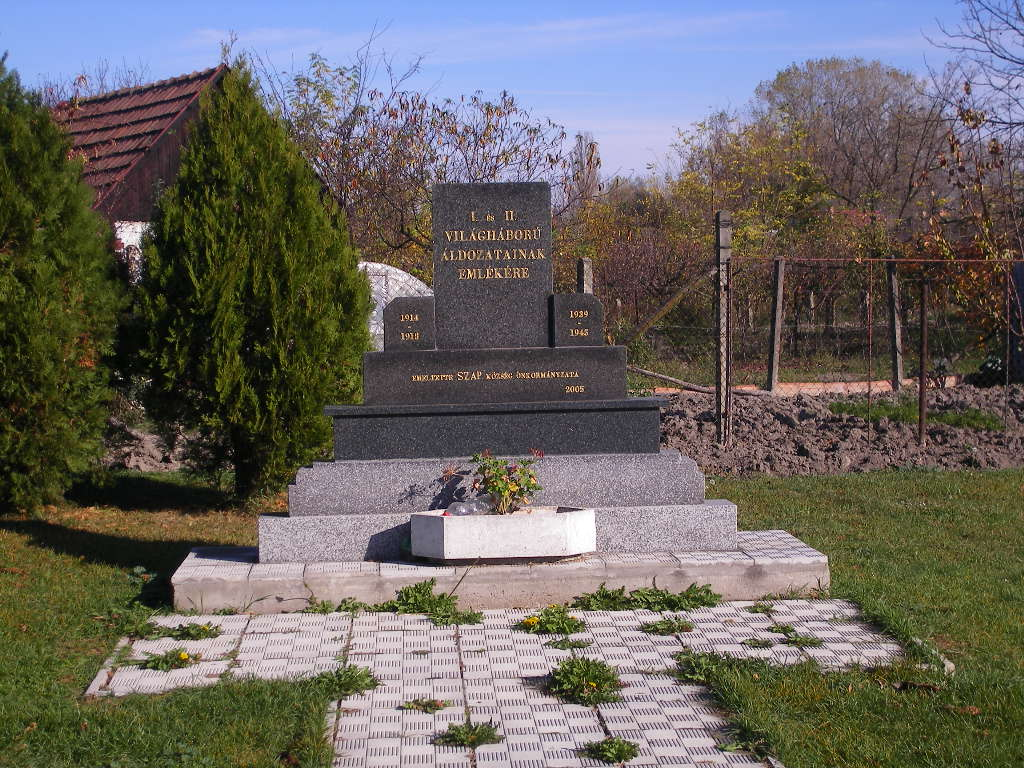
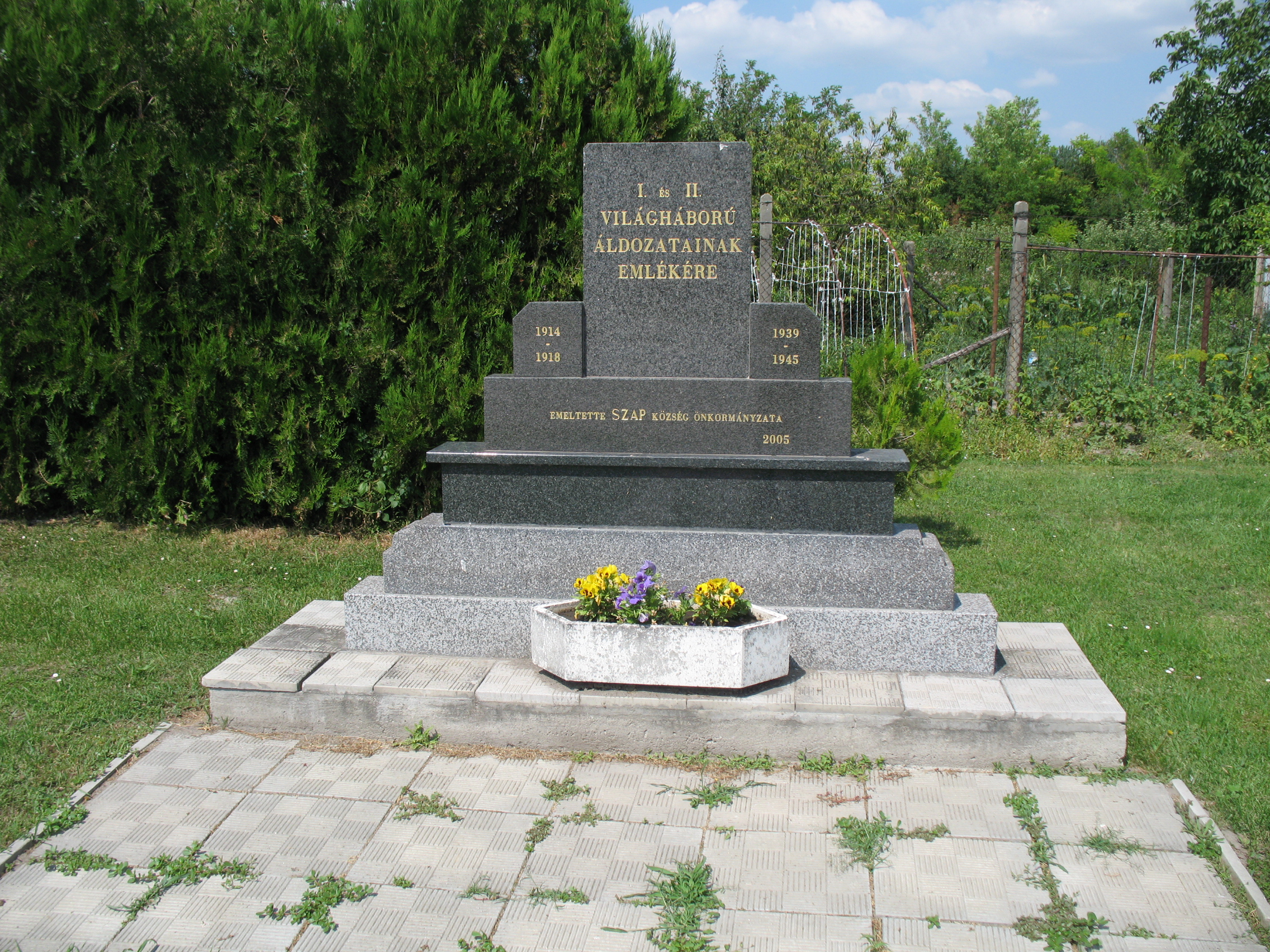
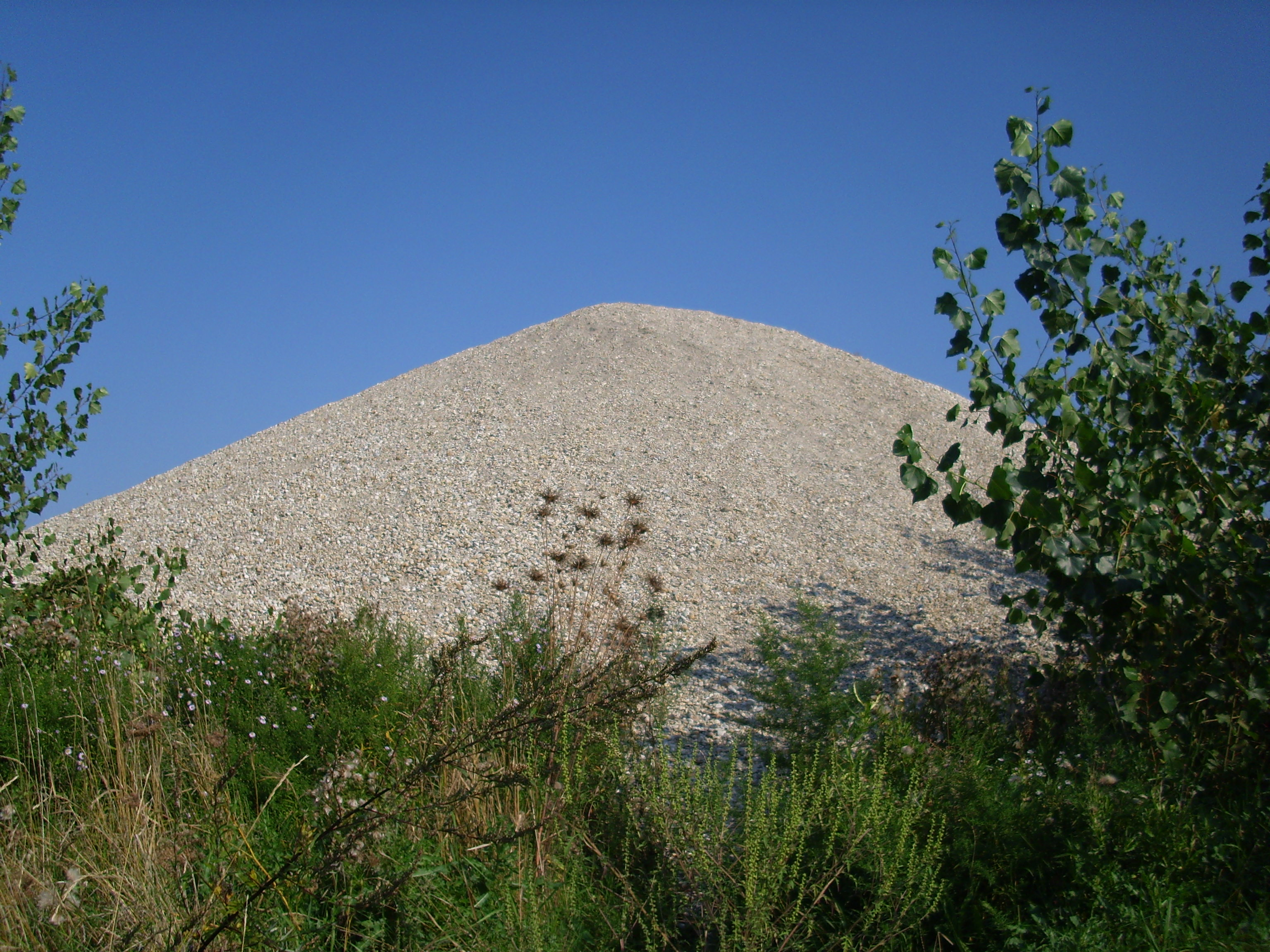
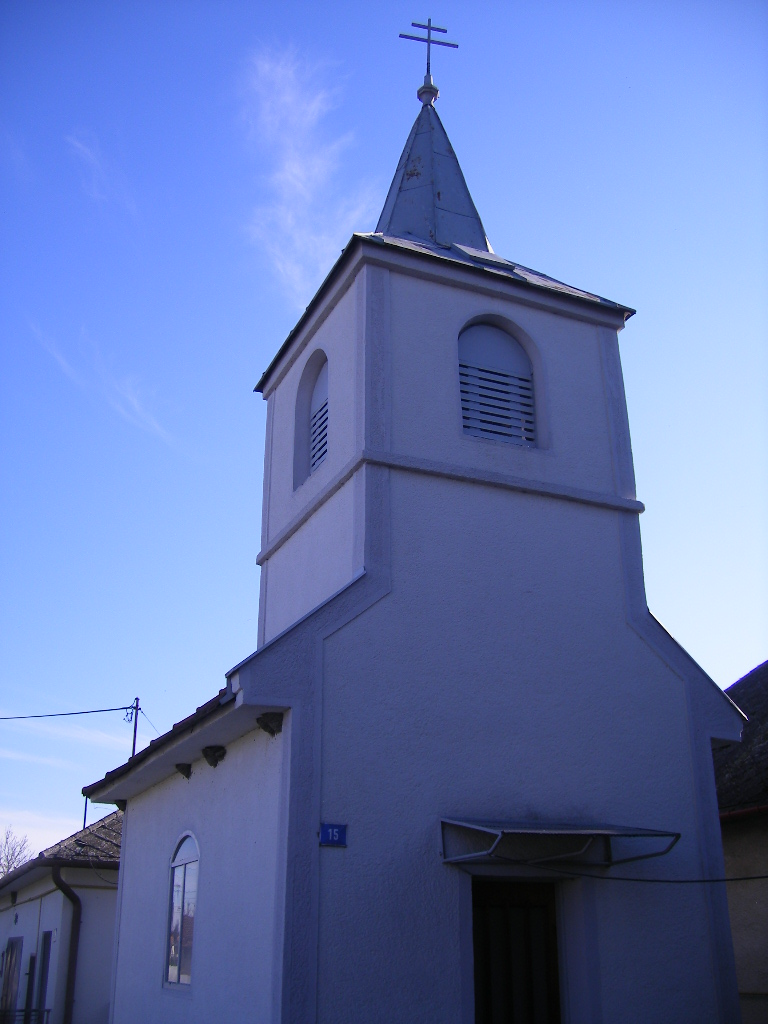
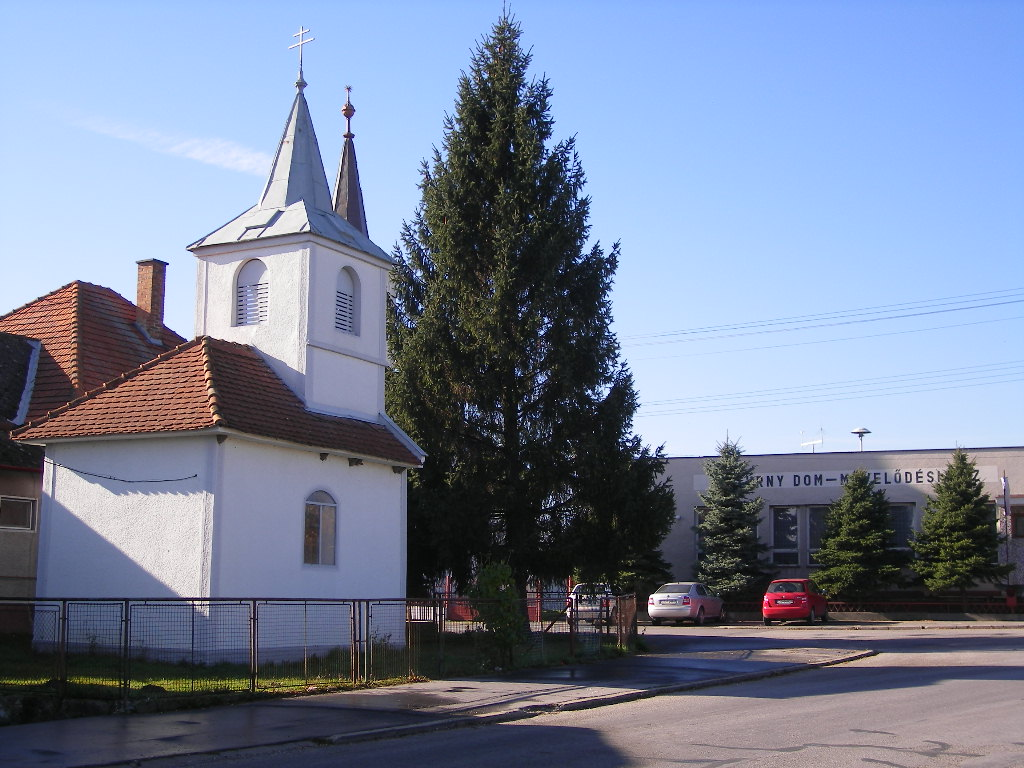
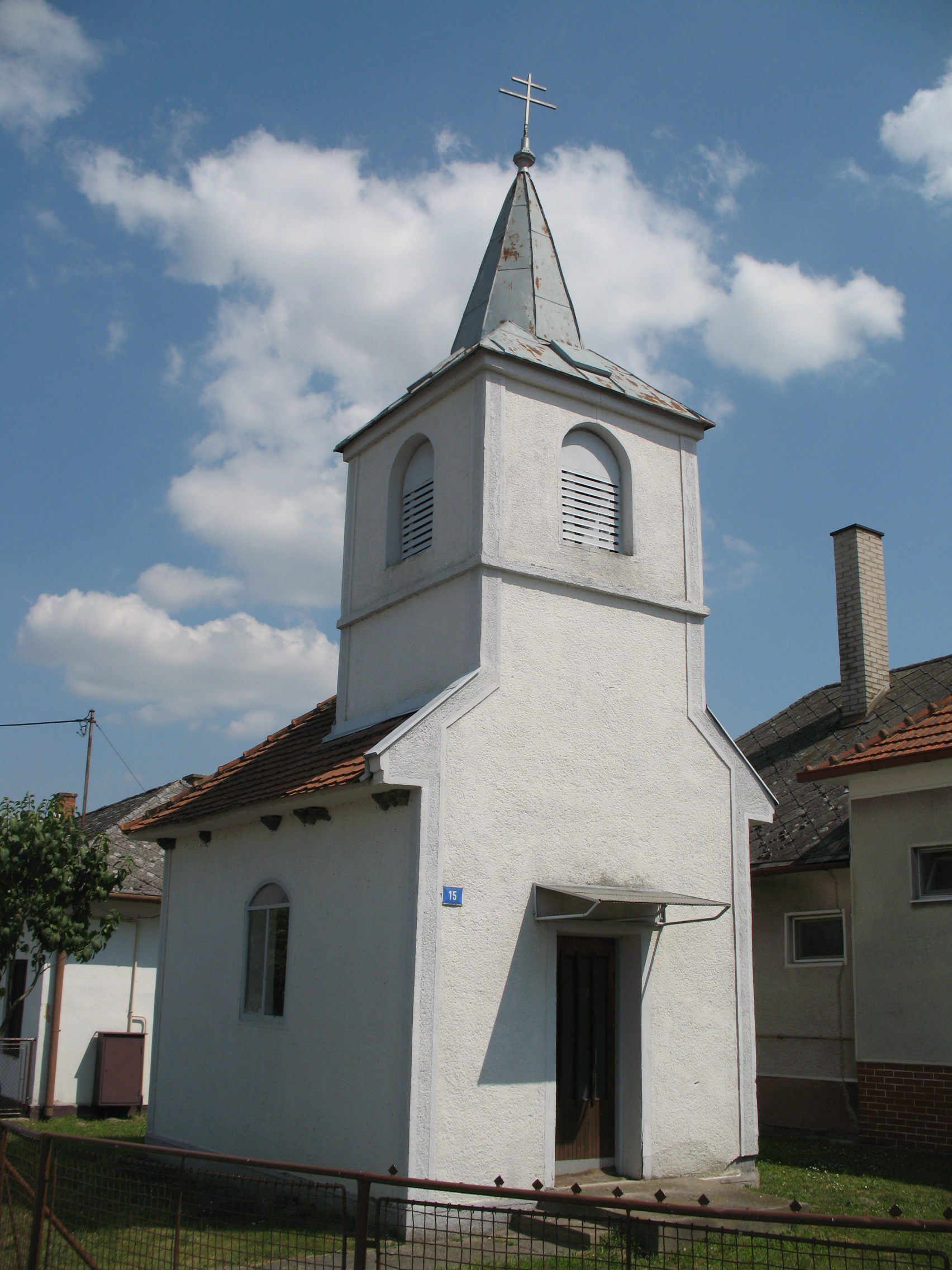
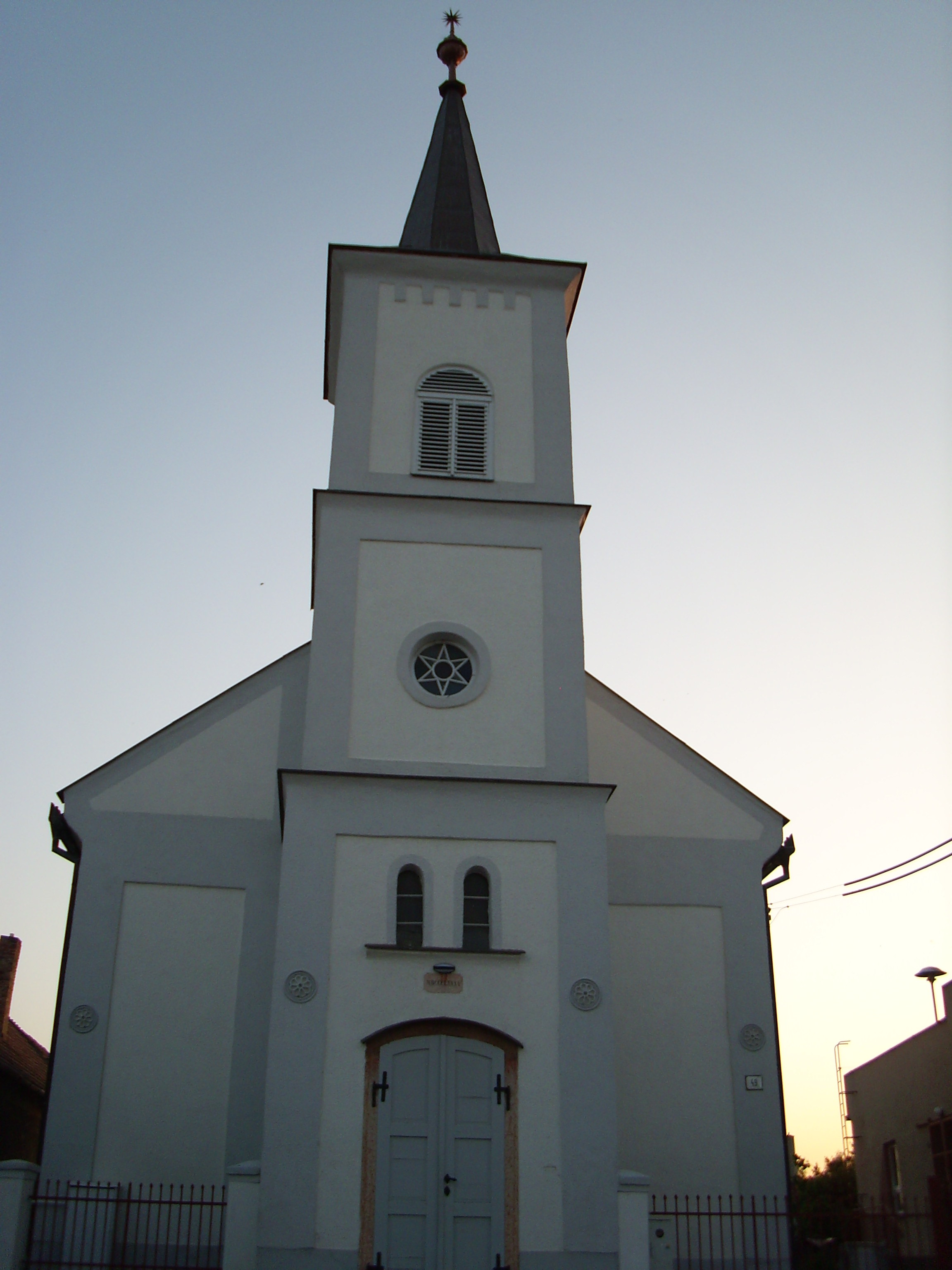

## Транспорт
- Автошлях (Cesty II. triedy) 506
- Автошлях (Cesty III. triedy) 1403  Сап — Балонь — Чилижська Радвань.

## Населення
| Рік:            | 1994. | 2004.   | 2014.   | 2024.   |
| --------------- | ----- | ------- | ------- | ------- |
| Кількість осіб: | 566   | 541     | 522     | 503     |
| Різниця:        |       | -4,41 % | -3,51 % | -3,63 % |

| Рік:            | 2023. | 2024. |
| --------------- | ----- | ----- |
| Кількість осіб: | 503   | 503   |
| Різниця:        |       | +0 %  |